# Eloy Palacios
José Eloy Palacios, (25 de Junho de 1847 - 12 de Dezembro de 1919), foi um artista, pintor e escultor venezuelano.

## Biografia

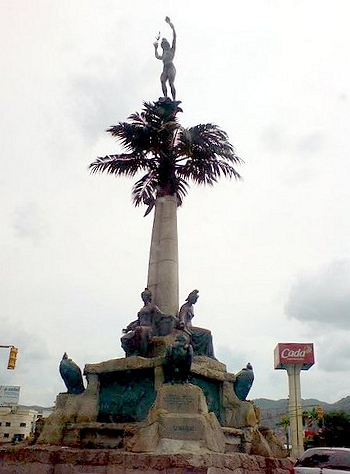
Monumento La India

Eloy Palacios nasceu em Maturín, Monagas, Venezuela. Estudou na Alemanha, onde adquiriu o talento que lhe traria fama na Europa e América latina.
Regressou à Venezuela em 1873, onde tentou sem sucesso criar a Faculdade de Escultura na Universidade Central da Venezuela. Em 1874 o presidente Antonio Guzmán Blanco, ofendido por uma pintura de Palacios, levou o artista ao exílio em Trinidad, Costa Rica, e depois Alemanha.
Eloy Palacios viria a falecer em Havana, Cuba, a 12 de Dezembro de 1919.
A Escuela Técnica de Artes Plásticas Eloy Palacios, uma escola de arte em Maturín fundada em 1955, tem o seu nome.

## Obras
- Estátua de José María Vargas, Hospital Vargas, Caracas;

- Monumento a José Félix Ribas, La Victoria;

- Estátua de Simón Bolívar, Plaza Bolívar, Maracaibo;

- Estátua de José Antonio Páez, Plaza Páez, Caracas;

- Monumento à La India, sector Paraiso, Caracas.